# Benoît Lamy
Pour les articles homonymes, voir Lamy.
 (juin 2012).
Si vous disposez d'ouvrages ou d'articles de référence ou si vous connaissez des sites web de qualité traitant du thème abordé ici, merci de compléter l'article en donnant les références utiles à sa vérifiabilité et en les liant à la section « Notes et références ».
Benoît Lamy est un réalisateur belge, né le 19 septembre 1945 à Arlon et mort le 15 avril 2008 à Braine-l'Alleud.

## Parcours
Le premier long-métrage de Benoît Lamy, La Fête à Jules, sorti en 1973, raconte avec humour la révolte des pensionnaires d'une maison de repos. Aux côtés de deux vedettes du cinéma français - Claude Jade incarne Claire, une jeune infirmière autoritaire, qui s'humanise au contact d'un jeune assistant social, interprété par Jacques Perrin - jouent des acteurs du théâtre belge comme Marcel Josz, Ann Petersen ou Jacques Lippe. Le film connaît un grand succès populaire, obtenant quatorze prix internationaux[réf. nécessaire] (Meilleur film à Montréal, prix spécial du jury à Moscou) et reste l'un des plus grands films du cinéma belge.
Ensuite, Benoît Lamy signe Jambon d’Ardenne avec Annie Girardot ou encore La vie est belle, une comédie africaine cosignée en 1987 avec le scénariste congolais Mwezé Ngangura et accompagnée par la musique de Papa Wemba. Le dernier film du réalisateur, Combat de fauves est un huis clos avec Richard Bohringer.
Lamy cherchait à monter un film sur l'explorateur Stanley[réf. nécessaire] depuis les années 1970 sur un premier scénario de Luc Crougaert.
Benoît Lamy a été tué le 15 avril 2008 par son compagnon Perceval Ceulemans avec qui il vivait en couple. Le 15 juillet 2014, le meurtrier a été condamné par le tribunal correctionnel de Nivelles à quarante mois d’emprisonnement ferme pour « coups et blessures volontaires ayant entraîné la mort sans intention de la donner ».

## Filmographie
- 1967 : Œdipe roi (Edipo re) de Pier Paolo Pasolini - Assistant réalisateur - (non crédité)
- 1972 : Cartoon Circus (documentaire)
- 1973 : La Fête à Jules
- 1977 : Jambon d'Ardenne
- 1987 : La vie est belle (coréalisé avec Mwezé Ngangura)
- 1997 : Combat de fauves